# Frank Swaelen
Frank Swaelen (Anversa, 23 marzo 1930 – Anversa, 23 dicembre 2007) è stato un politico belga, fiammingo già Ministro della difesa nazionale nel governo Martens IV dal 1980 al 1981, è stato Presidente del Senato del Belgio dall'11 ottobre 1988 al 14 giugno 1999.

## Biografia
Dopo gli studi umanistici greco-latini al Sint-Lievenscollege di Anversa, Frank Swaelen ha studiato giurisprudenza all'Università Cattolica di Lovanio. Accede alla direzione dell'insegnimaento cattolico nel 1955 e dal 1956 al 1966 fu segretario generale della Confederazione nazionale delle associazioni di genitori. In questa posizione, è attivamente coinvolto nelle discussioni che portano al Pacte scolaire. Dal 1956 al 1964 è stato membro del ufficio nazionale dei Giovani-CVP e dal 1964 al 1966 ne è stato Presidente. Dal 1966 al 1976 è stato Segretario nazionale del CVP.
Nel 1968 fu eletto deputato. Fu anche borgomastro di Hove tra il 1971 e il 1988. Nel 1973, divenne membro del Consiglio di amministrazione del Crédit de communal de Belgique, un consiglio di amministrazione che presiedette per otto anni dal 1986.
Pur essendo uno specialista in educazione nel suo partito, fu nominato nel 1980 Ministro della difesa nazionale nel governo Martens IV. L'anno seguente, lascia questa posizione per quella di presidente del Partito Popolare Cristiano. Rimase fino al 1988, anno in cui fu eletto Presidente del Senato. È in questa veste che siede, tra le altre cose, alla Commissione d'inchiesta del Senato sul genocidio ruandese. Dal 1994 al 1996 ha presieduto l'Assemblea parlamentare dell'OSCE.
Nel 1995, è stato nominato ministro di Stato dal re.
Si è ritirato dalla politica nel 1999 dopo aver presieduto il Senato per più di 10 anni. Gli è conferita l'onorificenza di Grand Cordone dell'ordine di Leopoldo, la più alta distinzione belga, nello stesso anno 1999.

### Morte
Alla fine del 2007 Frank Swaelen muore ad Anversa all'età di 77 anni. Vari politici, incluso il primo ministro Guy Verhofstadt, hanno elogiato Swaelen per il suo contributo alla politica belga e internazionale. Il presidente provvisorio dei CD&V Etienne Schouppe lo ha definito un "grande leader democratico cristiano".